# Dejon Prejean
Dejon Maurice Prejean (Compton, Kalifornija, 1. svibnja 1985. - 26. siječnja 2021.) bio je američki profesionalni košarkaš. Igrao je na poziciji razigravača.

## Rani život
Prejean je odrastao u predgrađu Los Angelesa. Do 13. godine živio je s majkom, a potom se preselio sa svojom sestrom k ocu. S njime je živio u teškom siromaštvu, ali se uspio upisati u srednju školu i kasnije završiti sveučilište. Kao tinejdžer je prostrijeljen u pucnjavi, kada je na njegov i rođakov automobil pucala neprijateljska banda. Prejean je ranjen u vrat, ali nakon odlaska u bolnicu uspio se oporaviti.

## Karijera
Karijeru je započeo na dvogodišnjem LACC-u u Los Angelesu, a nakon što je diplomirao prešao je na sveučilište Florida International (FIU) u Miamiju na Floridi. U sezoni 2006./07. u dresu FIU-a, prosječno je u 26.1 minutu provedenih na parketu postizao 10.3 poena, 3.7 skokova i 1.8 asistencija. Nakon jedne godine provedene na Florida Internationalu, vraća se u Californiu i karijeru nastavlja na sveučilištu CSULA u Los Angeles-u. Nakon što je diplomirao s CSULA probao se probiti u NBA ligu. Bio je pozvan u razvojne momčadi Los Angeles Clippers-a i Atlanta Hawks-a, ali nije dobio pravu priliku. Za to vrijeme bio je već dvije godine u vezi s hrvaticom Gordanom Bedalov, Zagrepčankom koja je četiri godine provela u SAD-u igrajući za žensku košarkašku momčad FIU-a. Na nagovor svoje djevojke koja je u to vrijeme dobila angažman u hrvatskoj PGM Ragusi, odlazi s njom u Dubrovnik. Ondje je ušao u prvu momčad istoimenog kluba koji igra u prvoj hrvatskoj košarkaškoj ligi. Njegovim je dolaskom Dubrovnik proigrao, a Prejean je pokrenuo i niz pobjeda zahvaljujući kojim su ušli u Ligu za prvaka i završili na 5. mjestu, neposredno iza "velike četvorke" hrvatske košarke. Na kraju sezone napustio je klub i otišao na probu u KK Split. Radi teške financijske situacije u KK Splitu, odlazi u Mađarsku i potpisuje za prvoligaški mađarski klub Kaposvári KK.

## Vanjske poveznice
- Intervju s Dejonom Prejeanom
- Profil  Arhivirana inačica izvorne stranice od 16. veljače 2021. (Wayback Machine) na CSULA.com
- Profil na Yahoo.com